# クモンガ
クモンガ (Kumonga) は、特撮映画およびテレビアニメ「ゴジラシリーズ」に登場する架空の怪獣である。クモをモチーフとしており、別名は「巨大グモ」「大蜘蛛怪獣」など。

## 登場作品
公開順。
- 『怪獣島の決戦 ゴジラの息子』（1967年）
- 『怪獣総進撃』（1968年）
- 『ゴジラ FINAL WARS』（2004年）
- 『ゴジラ S.P ＜シンギュラポイント＞』（2021年）

『ゴジラ・ミニラ・ガバラ オール怪獣大進撃』、『地球攻撃命令 ゴジラ対ガイガン』では、過去の映像の流用で登場する。

## 昭和ゴジラシリーズのクモンガ

### 『怪獣島の決戦 ゴジラの息子』
南太平洋に所在するゾルゲル島のクモンガの谷の地中に棲息していた、捕食者の頂点に立つ肉食の巨大で狂暴なクモ。同じくゾルゲル島に生息していたカマキラスと異なり、もとから怪獣と呼べるほどの大きさだった。発見および命名は、太平洋戦争の終結後もゾルゲル島に残って調査活動を続けた考古学者・松宮正による。正のノートの記述によれば1955年以前から存在を確認されていたが、1967年に彼の娘である松宮サエコの存在が確認されるまでゾルゲル島は無人島と認識されていたため、クモンガの存在を認知していたのは松宮家のみであった。
外見は実在するクモのほぼそのままであり、大きい目が2つ、小さい目が6つある。性格は狂暴であり、覚醒すると周囲の人間や島に棲息する他の怪獣を襲うが、クモンガの谷の土中で休眠する習性を持ち、粘着質の強靭な糸を口から吐いて作った罠で獲物を捕食する。糸はゴジラの動きすら封じるほどの強靭さを持つが熱に弱く、ライター程度の火で容易に焼き切れる。口には毒針も持っており、これは直接相手に突き刺せるほか、矢のようにある程度の距離まで撃ち出せる。興奮すると、青い目が赤く変色する。低温に弱い。
ゾルゲル島での気象実験が失敗して起こった異常気象の末、島内をカマキラスやゴジラなどの怪獣が徘徊する事態となっても土中で休眠していたが、カマキラスとミニラの戦いでミニラの落とした岩の衝撃によって目覚め、谷から這い出した後は島を徘徊して人間を襲い、実験チームが避難していた洞窟の入り口に巣を作る。その場に現れたミニラを糸で捕縛すると、続けて現れたカマキラスも同様に捕縛し、毒針で仕留める。さらにミニラに止めを刺そうとしたところを、救出に現れたゴジラと戦う。強靭な糸や足をたたんで丸くなる死んだふりからの毒針攻撃でゴジラの右目を一時的に失明させるなど苦しめるが、ミニラの援護もあって次第に追い詰められていき、最後は雪が降る中でゴジラとミニラに放射能火炎を浴びせられ、炎上する。なお、ゴジラの右目はまもなく回復している。
造形
デザインは井上泰幸。造型は利光貞三、八木勘寿、八木康栄。造形物の大きさは約5メートルである。
口から吹く糸は、モスラ幼虫と同じくゴム糊をシンナーで薄めた溶液を噴出させて表現している。本編ではナイロンテープを用いている。
人間を襲うシーンでは実物大の足が使用された。特技監督の有川貞昌の長男は、有川がこの足を自宅へ持ち帰り、長男が友達とこれで遊んで壊したと証言している。

操演
カマキラスと共に操演技術が高く評価されている。有川は、絵コンテの段階ではクモンガに複雑な動きをさせる予定ではなかったが、造形に惚れ込み、今までの映画にない新しいアクションをさせたいという欲求が湧いたと述べている。
ステージの天井の梁に上って行うピアノ線による操演には20人近くが必要だったことから、操演以外のスタッフたちまでが総動員された。その結果、撮影中は強烈なライトに熱せられながら操作していたスタッフたちの流す汗が、雨のように降り注いだという。操演に際しては脚にナンバーが振られ、有川が指示していった。
ピアノ線の準備だけでも時間がかかるため、裏表を間違えて設置した際には、円谷英二の言によりそのまま撮影された。
ジャンプするシーンでも、リアルさを表現するために脚を動かしながら飛ばしている。
足に負担をかけないため、胴体の下に木の台を置いている。
断末魔シーンの撮影では、丸2日が費やされている。有川は、操演が上手くいかずに肝心な箇所でピアノ線が切れて失敗するなどの苦労が多かったため、ラッシュフィルムを見て自分のイメージ通りに動いている姿に感動したと語っている。

### 『怪獣総進撃』
初代とは異なり、目はずっと赤いまま。執念深く残忍な性格で、鈍重に見えるが敏捷。小笠原村の怪獣ランドで保護されていた。その後、キラアク星人に操られたが、コントロールされていた際の行動は不明。
コントロールが解かれた後は富士山麓でのキングギドラとの闘いに参加し、モスラ幼虫と共にダウンしたキングギドラに粘着糸を吐いて牽制する。
ラストシーンでは、怪獣ランドの低地に生息している様子が描かれている。
- 関連書籍などでは二代目クモンガとも表記され[出典 34]、以前の個体と同一かは不明としている[77]。
- 劇中の初登場シーンは『ゴジラの息子』の映像[67]。合成で目を赤くしている[67]。電飾の光量の違いからなのか、富士山麓のシーンでは紫色に見えることもある[17]。

## 『ゴジラ FINAL WARS』のクモンガ
こげ茶と黄色の縞模様の体色を持つ巨大で狂暴な節足動物で、8つの目は光を反射して青く宝石のように輝く。また、足の関節部に毛が生えている。
本作品でのクモンガは直線的な糸を噴出するだけでなく、一度空中へ噴出された黄色い糸の束がネット状に展開して相手を覆い被さるという能力強縛デスクロス・ネットを持つ。他に武器として毒針を持っているが、劇中では未使用。
X星人に操られてアリゾナを襲撃し、トレーラーハウスを破壊した後はニューギニアのジャングル地帯にてゴジラと対決する。初代同様の身軽な動きでゴジラの周囲を回って翻弄し、2回連続して強縛デスクロス・ネットを放って糸を絡ませて動きを封じかけたものの、3回目で逆に糸を掴まれてねじり上げられると、ジャイアントスイングで彼方へ放り投げられ、そのまま行方不明となる。
- 劇中には、バンクーバーの子供がクモンガのソフビ人形で遊んでいるシーンがある。
- 書籍『ゴジラ大辞典【新装版】』では、名称をクモンガ（3代目）と記載している[94]。

制作
デザインは西川伸司。西川は原典を見ずに、自身の中のクモンガをイメージして描き起こしたという。決定デザインでは配色が異なる。また、バンダイの食玩『ミニバトルG ゴジラファイナルウォーズ』で商品化された後には、当初はCGで制作する予定だったことや、原典よりも足の関節が1本につき1か所少ないことを明かしている。
造型はサンク・アールが手掛けた。造型プロデューサーの若狭新一は、造型段階では重量バランスがわからないため、完成してからピアノ線の位置を調整するなど、撮影前の準備に手間がかかったことを証言している。
操演は、実際のクモの動きを参考にしている。本作品のクモンガは付け根以外の関節がほとんど動かず、足1本につき操演のピアノ線は1本のみとなっている。ゴジラに振り回されるシーンは、オープンセットでクレーン車を使用して撮影された。操演の鳴海聡は、昔の作品では1/2サイズの造形物で撮影していたが、現在はクレーンを依頼するほうが安いのだろうと推測している。ゴジラのスーツアクターを務めた喜多川務は、クモンガを振り回すシーンが本作品で一番苦労したと述懐している。
糸の色は、特殊技術の浅田英一からの要望により黄色となった。『東京SOS』のモスラ幼虫の吐く糸と同様に、シンナーでプラスチック成分を溶かしたものが使用された。特撮班助監督の石井良和によれば、撮影中に中毒症状が出たスタッフもいたという。
プロップと糸は2023年時点で現存が確認されている。

## 『ゴジラ S.P ＜シンギュラポイント＞』のクモンガ
クモンガ
マリーナ付近の造船所に現れた、クモを連想させる怪獣。正式名称はクモンガ・サイトーデス。肉体を切断されても再生して活動を継続できる強い生命力を持ち、破壊された肉体を断面から溢れ出た体液で元の姿を形成させることも可能であることから、「再生怪獣」とも称される。8本の脚のうち、大きな2本の前脚は返しがついたトゲのようになっている。群生する習性を持ち、倉庫に糸状の粘液で巣を作り、そこに捕らえた人間を繭のように糸で包み、体液を失ってミイラ化した状態の食料としてまとめて備蓄する。紅塵をまとわず、唯一怪獣の中で人間を捕食する。現場作業員による呼び名が通称としてそのまま定着した。
円城塔執筆の小説版によれば、クモンガは怪獣の中ではもっとも現実世界寄りに進化した種であり、現実世界に存在する物質を摂取して生命活動ができる反面、現実世界の生物の法則性に縛られることになったとある。
カマンガ
クモンガが変態した前脚が蟷螂のような巨大な鋭い鎌状となった姿。正式名称はクモンガ・ファルシペス（「カマ状の脚」）。鎌の強度や鋭さはジェットジャガーの振るうアンギラスの槍を受け止めたほどであり、鍔迫り合いで火花が生じたほど。
ハネンガ
クモンガが背中に2対のトンボのような羽を持ち、飛行が可能な形態に変化した姿。正式名称はクモンガ・アラートゥス（「有翼」）。
ゼンブンガ
クモンガ（サイトーデス）、カマンガ（ファルシペス）、ハネンガ（アラートゥス）すべての性質を備えるクモンガの最強形態。学名はクモンガ・ウルティマ。工場のスタッフが呼びだしたものが、そのまま通称となった。
- その他、頭部を袈裟斬りにされたクモンガが再生する際、ヘドラを思わせる新たな頭部と瞳が体液から形成されている。

## その他のクモンガ
『ゴジラ×メカゴジラ』（2002年）
劇中には登場しないが、背景設定として製作補の山中和史により執筆された「特生自衛隊前史」では、劇中世界の1967年に出現。巨大タンカーに巣食って日本へ上陸するが、特生自衛隊のメーサー攻撃で撃破された。
小説『GODZILLA 怪獣黙示録』（2017年）
カマキラス同様、2030年代のアメリカ合衆国内に生息していることが言及されている。また、北アフリカには小型種が存在していたほか、南米ブラジル周辺にも亜種が存在していた模様。

## クモンガに由来する命名
ヤマシログモ属の新種として2020年に発表されたサイトーデス・クモンガ（イラン産種）の学名は、クモンガに由来している。